# Cantone di Moyen-Adour
Il Cantone di Moyen-Adour è una divisione amministrativa dell'arrondissement di Tarbes.
È stato costituito a seguito della riforma approvata con decreto del 25 febbraio 2014, che ha avuto attuazione dopo le elezioni dipartimentali del 2015.

## Composizione
Comprende i seguenti 15 comuni:
- Allier
- Angos
- Arcizac-Adour
- Barbazan-Debat
- Bernac-Debat
- Bernac-Dessus
- Horgues
- Laloubère
- Momères
- Montignac
- Odos
- Salles-Adour
- Saint-Martin
- Sarrouilles
- Vielle-Adour